# كريم راش
كريم راش (بالإنجليزية: Kareem Rush)‏ مواليد 30 أكتوبر 1980 في كانساس سيتي، هو لاعب كرة سلة أمريكي سابق بدأ مسيرته الاحترافية في سنة 2002 لعب في الرابطة الوطنية لكرة السلة. يبلغ طوله 6 قدم 5 بوصة (2.0 م). اعتزل اللعب في 2014.

## روابط خارجية
- كريم راش على موقع إن بي أي (الإنجليزية)
- كريم راش على موقع سبورتس رفرنس (الإنجليزية)
- كريم راش على موقع كرة السلة الأوروبية.كوم (الإنجليزية)
- كريم راش على موقع كلية كرة السلة في سبورتس رفرنس.كوم (الإنجليزية)
- كريم راش على موقع ريلجم (الإنجليزية)
- كريم راش على موقع بروبوليرز (الإنجليزية)
- كريم راش على موقع سبورتس رفرنس (الإنجليزية)
- كريم راش على موقع سبورتس رفرنس (الإنجليزية)